# Mercedes-Benz GLK
Mercedes-Benz GLK – SUV klasy średniej produkowany przez niemiecką markę Mercedes-Benz w latach 2008 - 2015.

## Historia modelu

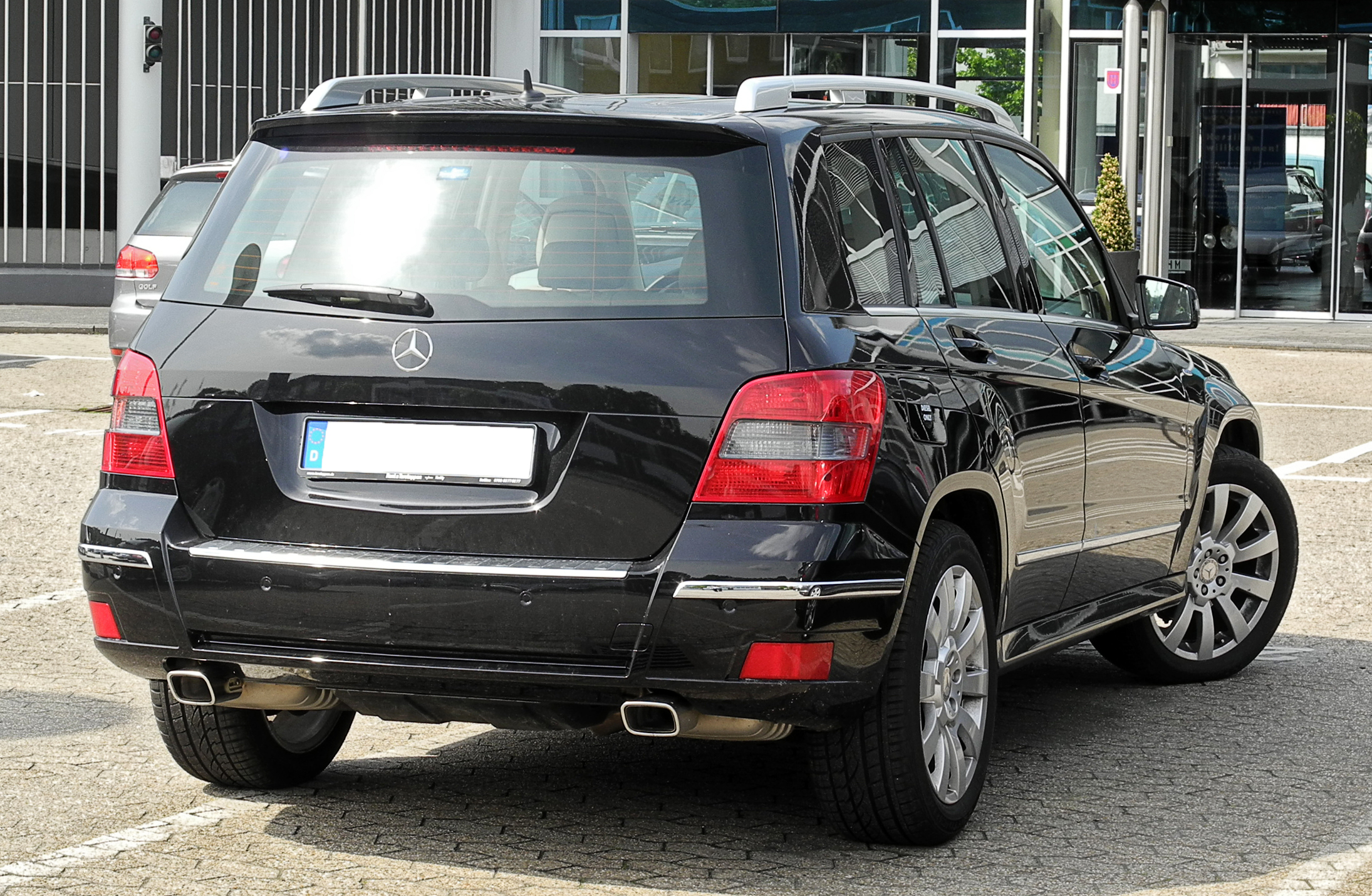
Mercedes-Benz GLK – tył przed liftingiem

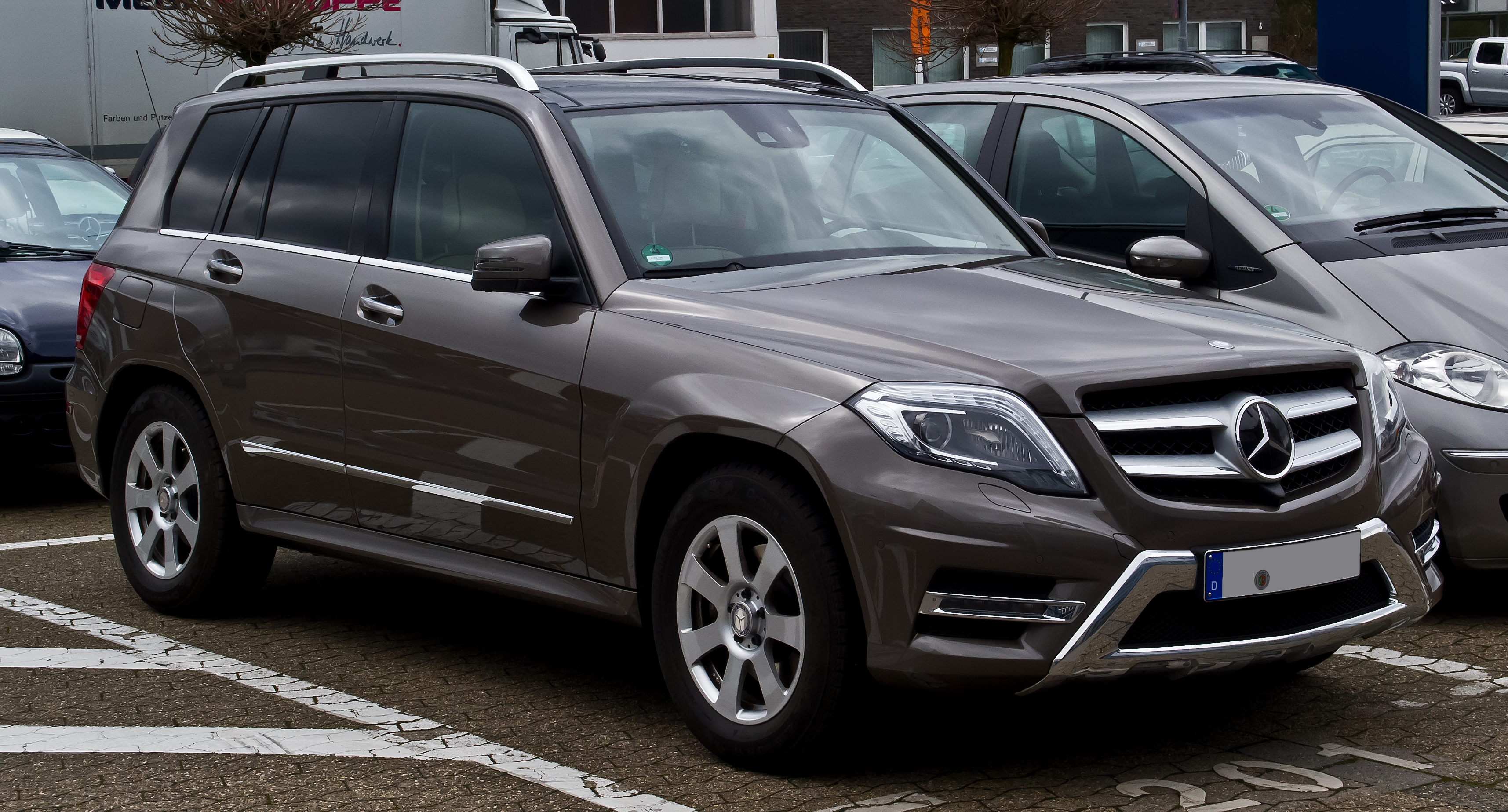
Mercedes-Benz GLK po liftingu

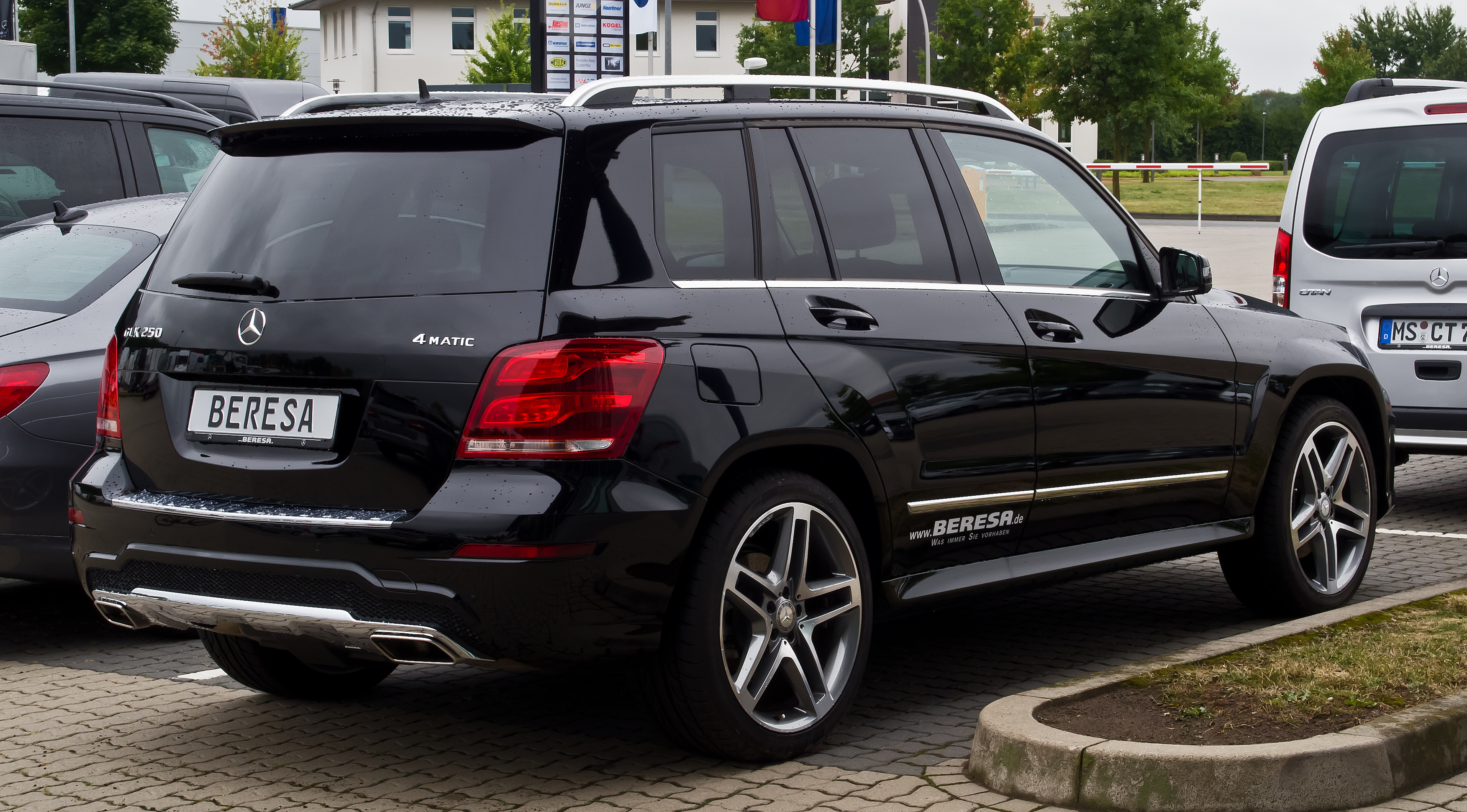
Mercedes-Benz GLK po liftingu – tył

Pojazd po raz pierwszy zaprezentowano podczas targów motoryzacyjnych w Pekinie w 2008 roku. Auto oznaczono kodem fabrycznym X204. Nazwa modelu pochodzi od skrótu niemieckich słów Geländewagen Luxus Kompaktklasse. Auto zostało zbudowane na bazie płyty podłogowej klasy C, a konkretniej modelu W204.
W 2012 roku auto przeszło gruntowny facelifting. Unowocześniono stylistykę, silniki oraz wyposażenie. Zmieniono m.in. przednie reflektory ze zintegrowanymi światłami do jazdy dziennej w technologii LED, zderzaki oraz grill. Pojawił się też zupełnie nowy projekt kokpitu z innymi nawiewami w charakterystycznym, okrągłym kształcie. Zmodernizowaną wersję przedstawiono podczas targów motoryzacyjnych w Nowym Jorku w 2012 roku.

### Następca
Z racji porządków w nazewnictwie wybranych modeli marki (głównie SUV-ów), jakie w 2015 roku przeprowadził Mercedes, druga generacja GLK przedstawiona w 2015 roku otrzymała inną nazwę – GLC.

### Wersje
Standardowe wyposażenie pojazdu obejmuje m.in. elektryczne sterowanie szyb i podgrzewane oraz elektrycznie regulowane lusterka, wielofunkcyjną kierownicę oraz światła przeciwmgłowe. W zależności od wersji pojazd wyposażony jest w 17, 18, 19 i 20-calowe alufelgi. W wersji po liftingu standardowo pojazd posiada m.in. asystenta pasa ruchu, system sygnalizujący senność kierowcy oraz asystenta martwego pola. Mercedesy GLK z reguły są bardzo bogato wyposażone i cechują się dobrym wyciszeniem. Zawieszenie samochodu pozwala na dość dynamiczne prowadzenie jak na SUV-a, a przy tym zapewnia optymalny komfort. Napęd na cztery koła 4MATIC według użytkowników „zdaje egzamin” i przydaje się w zimowych warunkach. Nie występuje jednak we wszystkich autach – pozostałe mają napęd na tył. W ofercie silnikowej dostępne były jednostki o pojemności 2.3 i 3.5 litra (oznaczenie modelu bywa przypadkowe). Silniki nie są przesadnie awaryjne, lecz niektóre łączono wyłącznie z siedmiobiegowym „automatem” 7G-Tronic lub Tronic Plus. Ta skrzynia słynie z dość ospałego działania, nawet podczas przełączania łopatkami za kierownicą.
Opcjonalnie pojazd wyposażyć można m.in. w pakiet AMG oraz Off-Road.
- Schwarz Edition - wersja limitowana przeznaczona na rynek japoński[6]

## Silniki
- przed liftingiem:

| Wersja                | Silnik:                          | Układ zasilania:   | Średnica × skok tłoka: | St. sprężania:     | Moc maksymalna:                         | Maks. moment obrotowy          | 0-100 km/h:        | V-max:             |
| Silniki benzynowe:    | Silniki benzynowe:               | Silniki benzynowe: | Silniki benzynowe:     | Silniki benzynowe: | Silniki benzynowe:                      | Silniki benzynowe:             | Silniki benzynowe: | Silniki benzynowe: |
| --------------------- | -------------------------------- | ------------------ | ---------------------- | ------------------ | --------------------------------------- | ------------------------------ | ------------------ | ------------------ |
| GLK 280/300           | V6 3,0 l (2996 cm³), DOHC        | wtrysk             | 88,00 mm × 82,10 mm    | 11,3:1             | 231 KM (170 kW) przy 6000 obr./min      | 300 Nm przy 2500-5000 obr./min | 7,6 s              | 210 km/h           |
| GLK 350               | V6 3,5 l (3498 cm³), DOHC        | wtrysk             | 92,90 mm × 86,00 mm    | 10,7:1             | 272 KM (200 kW) przy 6000 obr./min      | 350 Nm przy 2400-5000 obr./min | 6,7 s              | 230 km/h           |
| Silniki wysokoprężne: |                                  |                    |                        |                    |                                         |                                |                    |                    |
| GLK 200 CDI           | R4 2,1 l (2143 cm³), DOHC, turbo | wtrysk common rail | 83,00 mm × 99,00 mm    | 16,2:1             | 143 KM (105 kW) przy 3200 obr./min      | 350 Nm przy 1500-2800 obr./min | 10,3 s             | 195 km/h           |
| GLK 220 CDI           | R4 2,1 l (2143 cm³), DOHC, turbo | wtrysk common rail | 83,00 mm × 99,00 mm    | 16,2:1             | 170 KM (125 kW) przy 3200-4800 obr./min | 400 Nm przy 1400-2800 obr./min | 8,8 s              | 212 km/h           |
| GLK 250 CDI           | R4 2,1 l (2143 cm³), DOHC, turbo | wtrysk common rail | 83,00 mm × 99,00 mm    | 16,2:1             | 204 KM (150 kW) przy 3200-4800 obr./min | 500 Nm przy 1600-1800 obr./min | 7,9 s              | 210 km/h           |
| GLK 320/350 CDI       | V6 3,0 l (2987 cm³), DOHC, turbo | wtrysk common rail | 83,00 mm × 92,00 mm    | 17,7:1             | 224 KM (165 kW) przy 3800 obr./min      | 540 Nm przy 1600-2400 obr./min | 7,5 s              | 220 km/h           |
| GLK 350 CDI           | V6 3,0 l (2987 cm³), DOHC, turbo | wtrysk common rail | 83,00 mm × 92,00 mm    | 17,7:1             | 231 KM (170 kW) przy 3800 obr./min      | 540 Nm przy 1600-2400 obr./min | 7,3 s              | 225 km/h           |

- po liftingu:

| Wersja                               | Silnik:                              | Układ zasilania:   | Moc maksymalna:                           | Maks. moment obrotowy            | 0-100 km/h:        | V-max:             |
| Silniki benzynowe:                   | Silniki benzynowe:                   | Silniki benzynowe: | Silniki benzynowe:                        | Silniki benzynowe:               | Silniki benzynowe: | Silniki benzynowe: |
| ------------------------------------ | ------------------------------------ | ------------------ | ----------------------------------------- | -------------------------------- | ------------------ | ------------------ |
| GLK 200                              | R4 2,0 l (1991 cm³), DOHC            | wtrysk             | 184 KM (135 kW) przy 5500 obr./min        | 300 Nm przy 1200-4000 obr./min   | 8,8 s              | 215 km/h           |
| GLK 250                              | R4 2,0 l (1991 cm³), DOHC            | wtrysk             | 211 KM (155 kW) przy 5500 obr./min        | 350 Nm przy 2500-5000 obr./min   | 7,9 s              | 215 km/h           |
| GLK 350                              | V6 3,5 l (3498 cm³), DOHC            | wtrysk             | 306 KM (225 kW) przy 6500 obr./min        | 370 Nm przy 3500-5250 obr./min   | 6,5 s              | 238 km/h           |
| Silniki wysokoprężne:                |                                      |                    |                                           |                                  |                    |                    |
| GLK 200 CDI BlueEFFICIENCY           | R4 2,1 l (2143 cm³), DOHC, turbo     | wtrysk common rail | 143 KM (105 kW) przy 3200 - 4600 obr./min | 350 Nm przy 1200-2800 obr./min   | 10,3 (10,8) s      | 195 km/h (190)km/h |
| GLK 220 CDI BlueEFFICIENCY / BlueTec | R4 2,1 l (2143 cm³), DOHC, twinturbo | wtrysk common rail | 170 KM (125 kW) przy 3200 - 4200 obr./min | 400 Nm przy 1400 - 2800 obr./min | 8,8 s              | 205 km/h           |
| GLK 250 CDI BlueTEc                  | R4 2,1 l (2143 cm³), DOHC, twinturbo | wtrysk common rail | 204 KM (150 kW) przy 4200 obr./min        | 500 Nm przy 1600 - 2800 obr./min | 7,9 s              | 215 km/h           |
| GLK 350 CDI BlueEfficiency           | V6 3,0 l (2987 cm³), DOHC, turbo     | wtrysk common rail | 265 KM (195 kW) przy 4200 obr./min        | 620 Nm przy 1600-2400 obr./min   | 6,5 s              | 238 km/h           |